# モンジョワ (オード県)
モンジョワ （Montjoi）は、フランス、オクシタニー地域圏、オード県のコミューン。

## 地理
オルビュー川沿い、コルビエール山地に位置する。

## 人口統計
| 1962年 | 1968年 | 1975年 | 1982年 | 1990年 | 1999年 | 2006年 | 2012年 |
| ------ | ------ | ------ | ------ | ------ | ------ | ------ | ------ |
| 58     | 45     | 34     | 34     | 27     | 28     | 41     | 42     |

source=1999年までLdh/EHESS/Cassini、2004年以降INSEE